# Paolo Ferrari
Paolo Ferrari (26 de fevereiro de 1929 - 6 de maio de 2018) foi um ator italiano, nascido na Bélgica. Ele apareceu em mais de 40 filmes.
Ferrari nasceu em Bruxelas, devido seu pai ser na época cônsul italiano na Bélgica, uma missão diplomática. Sua mãe, Giulietta, era uma pianista de concerto. Ferrari estreou como ator aos 9 anos e se tornou conhecido pela primeira vez como "o balilla Paolo", personagem que ele interpretou em inúmeros programas de rádio para crianças e adolescentes durante a era fascista. Depois da guerra, ele estudou ainda na Academia de Artes Dramáticas Silvio d'Amico. 
Apareceu em 45 filmes entre 1938 e 2018, além de outros trabalhos como dublador. Ferrari morreu em Roma em 6 de maio de 2018, aos 89 anos de idade. Teve três filhos: Fabio e Daniele, de seu primeiro casamento, com Marina Bonfigli (1930-2015), e Stefano, de seu matrimônio com Laura Tavanti.

## Filmografia

### Cinema
- Ettore Fieramosca, direção de Alessandro Blasetti (1938)
- Kean, direção de Guido Brignone (1940)
- Odessa in fiamme, direção de Carmine Gallone (1942)
- I pagliacci, direção de Giuseppe Fatigati (1943)
- Gian Burrasca, direção de Sergio Tofano (1943)
- Fabiola, direção de Alessandro Blasetti (1949)
- Una lettera all'alba, direção de Giorgio Bianchi (1949)
- Ridere! Ridere! Ridere!, direção de Edoardo Anton (1954)
- Totò cerca pace, direção de Mario Mattoli (1954)
- Il conte Aquila, direção de Guido Salvini (1955)
- Susanna tutta panna, direção de Steno (1957)
- Camping, direção de Franco Zeffirelli (1958)
- Adorabili e bugiarde, direção de Nunzio Malasomma (1958)
- Rascel marine, direção de Guido Leoni (1958)
- Gambe d'oro, direção de Turi Vasile (1959)
- La cambiale, direção de Camillo Mastrocinque (1959)
- Appuntamento a Ischia, direção de Mario Mattoli (1960)
- Le signore, direção de Turi Vasile (1960)
- Pugni pupe e marinai, direção de Daniele D'Anza (1961)
- Mariti a congresso, direção de Luigi Filippo D'Amico (1961)
- Akiko, direção de Luigi Filippo D'Amico (1961)
- Copacabana Palace, direção de Steno (1962)
- Il giorno più corto, direção de Sergio Corbucci (1962)
- I Don Giovanni della Costa Azzurra, direção de Vittorio Sala (1962)
- I giorni contati, direção deElio Petri (1962)
- Le voci bianche, direção de Pasquale Festa Campanile (1964)
- Su e giù, direção de Mino Guerrini (1965)
- Lo scippo, direção de Nando Cicero (1965)
- Il morbidone, direção de Massimo Franciosa (1966)
- Pronto... c'è una certa Giuliana per te, direção de Massimo Franciosa (1967)
- Mano di velluto, direção de Ettore Fecchi (1967)
- Jacqueline e gli uomini, direção de Jacques Pinoteau (1967)
- Io, Emmanuelle, direção de Cesare Canevari (1969)
- Noi siam come le lucciole, direção de Giulio Berruti (1976)
- Tutti gli anni una volta l'anno, direção de Gianfrancesco Lazotti (1993)
- Da cosa nasce cosa, direção de Andrea Manni (1997)
- Manuale d'amore 3, direção de Giovanni Veronesi (2011)
- Teresa Manganiello, sui passi dell'amore, direção de Pino Tordiglione (2012)

### Televisão
- Un uomo sull'acqua, direção de Mario Ferrero (1955)
- La medicina di una ragazza malata (1955)
- Mont Oriol, de Claudio Fino (1958)
- Giallo club. direção deStefano De Stefani (1959)
- Il cuore e il mondo, direção de Mario Landi (1959)
- Il giornalino di Gian Burrasca, direção de Lina Wertmüller (1964-1965),
- L'ippocampo, direção de Franco Enriquez (1966)
- Serata al Gatto Nero, direção de Mario Landi (1973),
- Accadde a Lisbona, direção de Luigi Lunari (1974),
- Nero Wolfe (1969-1971)
- Quei trentasei gradini (1984)
- Disokkupati (1997)
- Non lasciamoci più, direção de Vittorio Sindoni (1999-2001)
- Don Luca, direção de Giorgio Vignali, (2000)
- Orgoglio
- Incantesimo 9- 10, soap opera (2007-2008)
- Ho sposato uno sbirro 2, episódio Vecchio conio (2010)
- Fratelli Benvenuti, direção de Paolo Costella (2010)
- Notte prima degli esami '82 (2011)
- Beyond the Mystery, direção de Franco Fraternale (2011)